# Mike Pagliarulo
Michael Timothy Pagliarulo (né le 15 mars 1960 à Medford, Massachusetts, États-Unis) est un ancien joueur de troisième but au baseball. De 1984 à 1995, il évolue 11 saisons dans la Ligue majeure de baseball et une au Japon. Il passe la moitié de sa carrière avec les Yankees de New York et fait partie de l'équipe des Twins du Minnesota championne de la Série mondiale 1991.
Depuis 2017, il est l'instructeur des frappeurs des Marlins de Miami.

## Carrière de joueur
Joueur des Hurricanes de l'université de Miami, Mike Pagliarulo est repêché par les Yankees de New York au 6e tour de sélection en 1981. Il joue son premier match dans le baseball majeur avec les Yankees le 8 juillet 1984. Il frappe 105 de ses 134 circuits en carrière avec New York. C'est en 1987 qu'il obtient ses meilleures statistiques offensives avec 32 circuits et 87 points produits, ce malgré une moyenne au bâton d'à peine ,234 et un faible pourcentage de présence sur les buts de ,305. Avec le lanceur droitier Don Schulze, il est transféré le 22 juillet 1989 aux Padres de San Diego en échange des lanceurs droitiers Walt Terrell et Fred Toliver. Il ne frappe que pour ,197 avec deux équipes en 1989, avant de remonter sa moyenne à ,254 pour les Padres en 1990, mais en étant limité à 7 circuits.
Il rejoint les Twins du Minnesota pour la saison 1991 et évolue avec ce club jusqu'en 1993. Il cogne un circuit dans la Série de championnat 1991 de la Ligue américaine contre Toronto et un autre contre Atlanta dans le 4e match de la Série mondiale 1991, au terme de laquelle les Twins sont sacrés champions. Il étonne par de bonnes performances dans les séries éliminatoires de 1991, dans lesquelles il frappe 8 coups sûrs en 11 matchs pour une moyenne au bâton de ,308. Pagliarulo est transféré aux Orioles de Baltimore vers la fin de la saison 1993, passe l'année 1994 au Japon avec les Seibu Lions et revient terminer sa carrière dans les Ligues majeures en 1995 avec les Rangers du Texas.
Mike Pagliarulo a disputé 1 246 matchs dans le baseball majeur, dont 703 avec les Yankees de New York. Il compte 942 coups sûrs dont 111 doubles, 12 triples et 105 circuits pour une moyenne au bâton en carrière de ,241. Il a produit 337 points et en a marqué 291.

## Carrière d'entraîneur
En 2013, Pagliarulo fait ses débuts comme instructeur alors qu'il est nommé instructeur des frappeurs des Indians d'Indianapolis, une équipe des ligues mineures de niveau Triple-A affiliée aux Pirates de Pittsburgh des Ligues majeures. Il revient dans les mêmes fonctions en 2014.
Depuis la saison 2017, il est instructeur des frappeurs dans les Ligues majeures chez les Marlins de Miami.